# Herieth Paul
Herieth Paul, née le 14 décembre 1995, est un  modèle féminin tanzanien qui est monté sur les podiums de mode pour Diane von Fürstenberg, Lacoste, Tom Ford, Calvin Klein, Armani, Maybelline, Victoria's Secret, etc.

## Biographie
Née fin 1995 à Dar es Salam, elle quitte la Tanzanie pour s'installer au Canada, et plus précisément à Ottawa, à 14 ans, à la suite d'une affectation de sa mère, diplomate, dans ce pays. Elle est découverte par une agence de mannequins basée à Ottawa.
Elle signe ensuite avec l'agence Women Management de New York en juin 2010. Elle est mise en avant par plusieurs revues, dont Vogue Italia, i-D, et Teen Vogue. Elle fait la Une de Vogue Italia, avec Arizona Muse et Freja Beha. En juillet 2011, elle figure sur la couverture canadienne d'Elle,. La légende sur la couverture indique : « Naomi Move Over. Why We're Hot For Herieth »,. Elle est ensuite l'un des trois modèles de la campagne Tom Ford Automne/Hiver 2013, photographié par Tom Ford. Cette campagne est considérée comme l'une des dix meilleures campagnes de l'automne 2013 par The Business of Fashion et par Racked.com,. Elle apparaît également dans les campagnes de  CK One.
En 2016, elle est choisie comme égérie par les cosmétiques Maybelline, la marque souhaitant à travers ce choix, montrer aux clientes, notamment sur le marché américain, que ses produits sont adaptés également aux peaux noires. Herieth Paul souligne de son côté une diversité accrue pour représenter les marques de l'industrie de la beauté : « Quand j'ai commencé à être mannequin en 2011, il y avait très peu de filles à la peau plus foncée. Maintenant, je vois des filles du monde entier. Vous voyez des Asiatiques, des Indiennes, vous voyez toutes sortes de filles. J'ai l'impression que les choses s'améliorent - nous ne sommes pas encore au top - mais je vois un changement »,. Puis elle devient un des mannequins de Victoria's Secret. Depuis fin 2018, elle est en couple avec le mannequin sud-soudanais, Monywiir Deng Dharjang, qui annonce en mai 2020, sur Instagram, qu'ils attendent un enfant, né le 10 février 2021.